# غايل يانو
غايل يانو (بالفرنسية: Gaël Yanno) (من مواليد 2 يوليو 1961 في نوميا) هو سياسي من كاليدونيا الجديدة وعضو في حزب الاتحاد من أجل حركة شعبية. شغل منصب رئيس كونغرس كاليدونيا الجديدة من 2014 إلى 2015، ومرة أخرى منذ يوليو 2018.
كان عضواً في الجمعية الوطنية الفرنسية من 2007 إلى 2012. ومثل جزيرة كاليدونيا الجديدة، مع بيير فروجير. وكان عضوًا في لجنة المالية والاقتصاد العام ومراقبة الميزانية. تم انتخابه في يونيو 2007، لكنه لم يعاد انتخابه عام 2012.

## وصلات خارجية
- ا